# Galata (Istanbul)

Lage von Galata

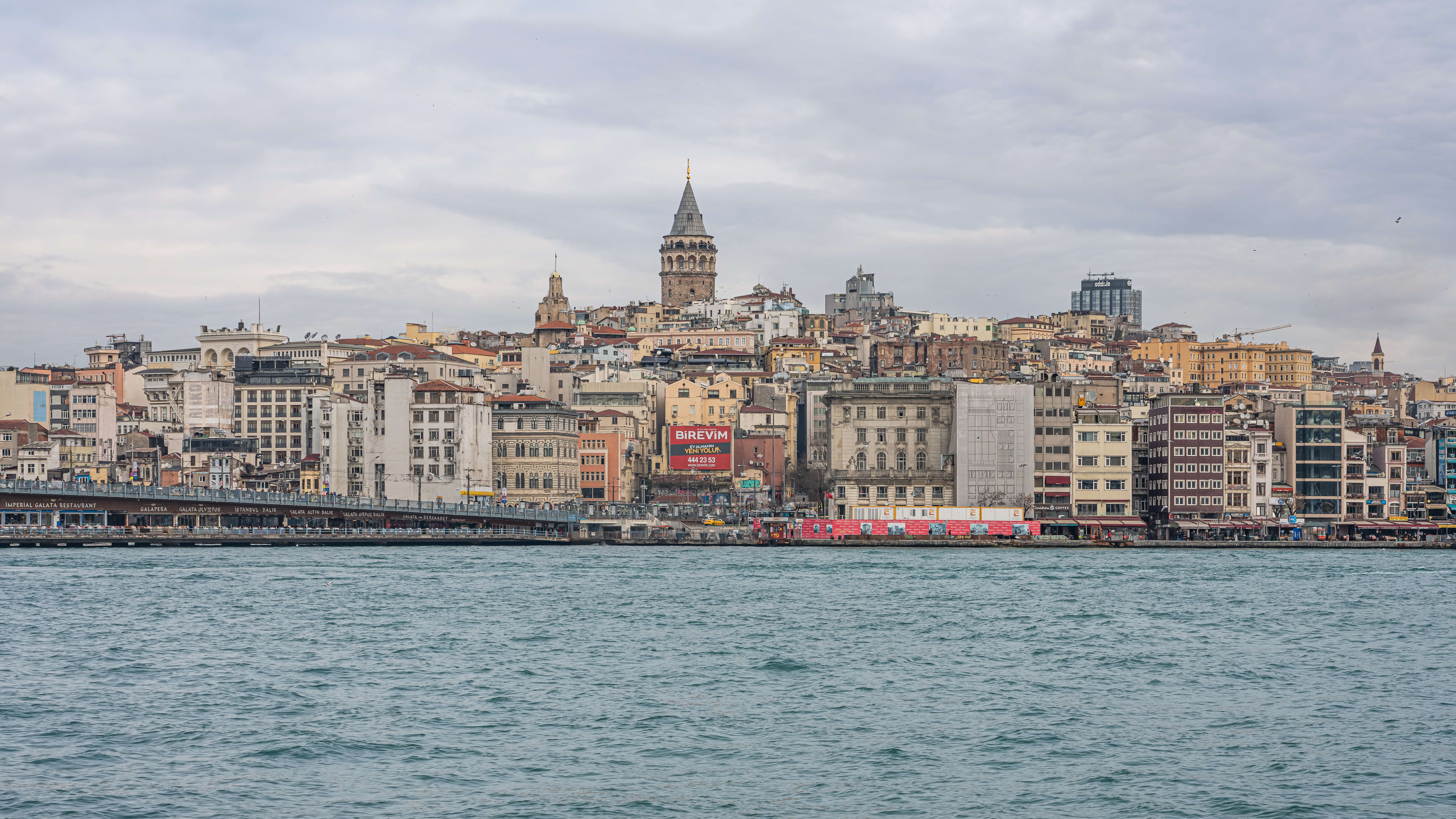
Karaköy, früher Galata

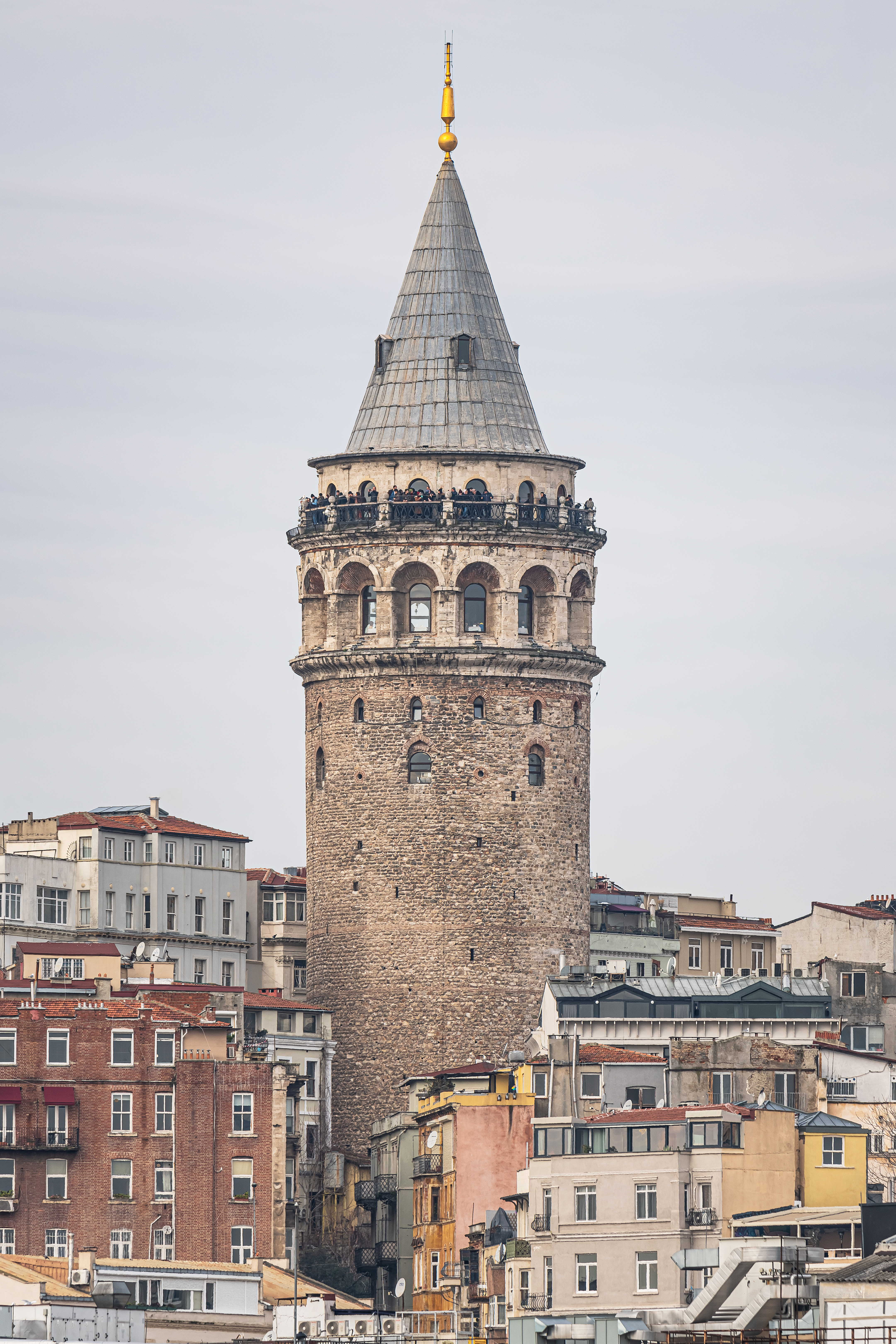
Der Galataturm

Galata (griechisch Γαλατάς (m. sg.)), heute Karaköy (türkisch „schwarzes Dorf“), ist ein Stadtteil auf der europäischen Seite Istanbuls im Bezirk Beyoğlu.
Aufsehenerregende Gebäude wie die an Stelle der gleichnamigen historischen Brücke errichtete Galatabrücke oder der Galataturm bewahren diesen Namen ebenso wie das Elite-Gymnasium Galatasaray und der Sportclub Galatasaray Spor Kulübü (Fußball, Basketball, Wasserball, Volleyball etc.).

## Etymologie
Die Etymologie von Galata ist unsicher. Es gibt mehrere Theorien. Am bekanntesten ist wohl die traditionelle Erklärung, dass es vom griechischen Wort für Milch griechisch γάλα gála kommt, denn auf diesem Hügel sollen die Ziegenherden des byzantinischen Kaiserhofes geweidet haben. Der Name weist aber auch möglicherweise, ähnlich wie beispielsweise Gallien oder das iberische Galicien, auf die frühe Besiedlung durch Kelten (Galater) hin oder auf den thrakischen Wortstamm für Halbinsel. Eine Erklärung, die aber weithin abgelehnt wird, bezieht den Namen wiederum auf cála, das italienische Wort für Bucht. Die wohl plausibelste These verortet das Wort im Genuesischen, in der calata Treppen(aufgang) bedeutet. Die typischen Treppengassen Genuas erinnern auch stark an die heutige Yüksek Kaldırım Caddesi, die zum Galataturm führt. In der Tat heißt heute ein Hafenteil in Genua Calata Darsena.

## Geschichte
Galata war in byzantinischer Zeit eine eigene Stadt am nördlichen Ufer des Goldenen Horns. Nur 400 Meter von Byzanz entfernt, lag Galata auf der Nordseite des Goldenen Horns am Hafen von Konstantinopel, an der Kreuzung von drei Gewässern: Bosporus, Marmarameer (Propontis) und Goldenes Horn.

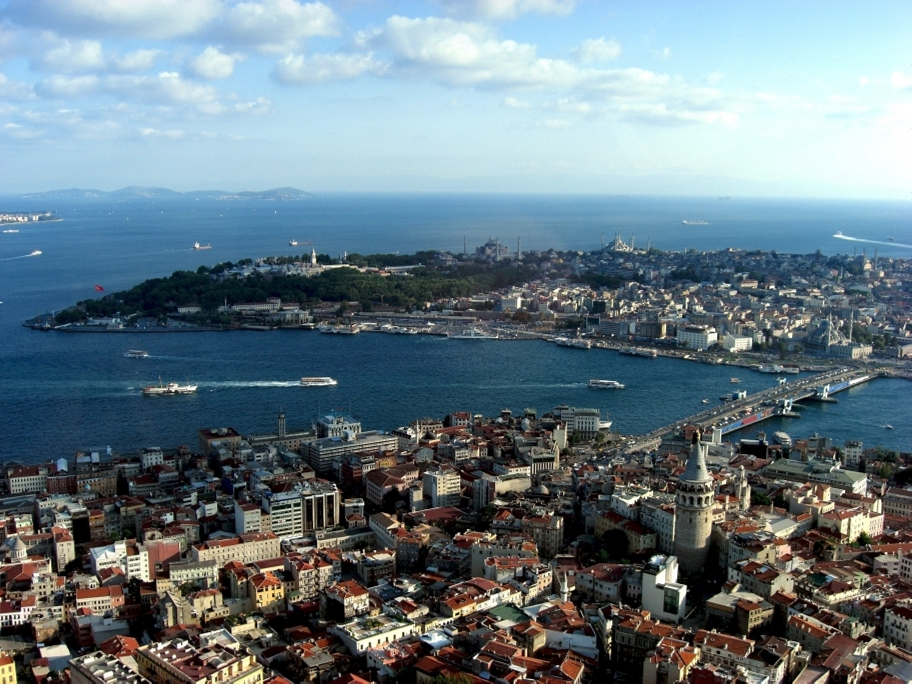
Luftaufnahme: Galata-Viertel und historische Halbinsel

Konstantinopel, heute „historische Halbinsel von Istanbul“ genannt, war die orthodoxe bzw. islamische Reichshauptstadt des Oströmischen bzw. Osmanischen Reiches, Galata hingegen die genuesisch-italienisch-katholische Handelsstadt mit einer eigenen Stadtmauer.
Galata galt als größte genuesische Handelskolonie außerhalb des lateinischen Kulturkreises. Die reichsten genuesischen Händler und Bankiers, die mit dem Orient Handel trieben, lebten hier.
Während der Belagerung Konstantinopels durch Sultan Mehmed II. im Jahre 1453 wurde das Abkommen zwischen den Osmanen und Galata erneuert, das Galata die Freiheit gegen Zahlung eines Tributs zusicherte. Demgemäß verhielt sich das genuesische Galata offiziell gegenüber dem osmanischen Machthaber vertragsgemäß neutral, und auch dieser respektierte während der Belagerung diese getroffene Vereinbarung. Nach der Erstürmung der Metropole verlangte der Sultan aber die Übergabe mit der Begründung, unter den gefallenen und in Gefangenschaft geratenen Verteidigern der Stadt hätten sich auch Bürger Galatas befunden. Während eine Delegation des Podestà von Galata mit dem Sultan verhandelte, verhärtete sich dessen Haltung, als er erfuhr, dass in großer Zahl Genuesen zu Schiff aus Galata flüchteten. Schließlich kapitulierte Galata bedingungslos und erhielt im Gegenzug ein Privileg (ahdname) des Sultans. Die Bewohner Galatas wurden, soweit sie nicht als Kaufleute Bürger Genuas blieben und den Status von Musta'min erhielten, Untertanen (Dhimmi) des Sultans, die die Dschizya entrichten mussten. Freiheit, Religionsausübung und Eigentum wurden ihnen zugesichert, doch wurde das Läuten der Kirchenglocken bzw. das Benutzen von Ratschen verboten. Die landseitigen Stadtmauern wurden geschleift. Das Amt des Podestà fand sein Ende, an die Spitze der Gemeinde trat ein Protogeros bzw. Kethüda. Hingegen erhielten die Einwohner Galatas die Zusage, von Einquartierungen und der devşirme verschont zu bleiben.
Galata wurde Sitz eines Kadı (Richters und Zivilgouverneurs), dessen Bezirk zu den Bilâd-ı selâse gerechnet wurde. Nach der Eroberung ließen sich in Galata auch Griechen und Armenier nieder, nach der Vertreibung aus Spanien 1492 auch Juden. Im Lauf der Zeit nahm aber der muslimische Bevölkerungsanteil zu, der nicht-muslimische ging zurück. Katholische Kirchen wurden in Moschen umgewandelt oder durch Profanbauten ersetzt. Die Dominikanerkirche San Domenico wurde zur Arap Camii, die Kirche San Francesco zur Yeni Cami (erbaut durch Gülnûş Emetullah Vâlide Sultan, eröffnet 1697 und nach 1937 abgerissen), und anstelle der Kirche San Michele wurde auf Veranlassung des Großwesirs Rüstem Pascha von Sinan der Rüstem Paşa Hanı errichtet. Im Verlauf des 17. und 18. Jahrhunderts ließen sich die Vertretungen der europäischen Staaten außerhalb des Areals nieder, das durch die Mauern des alten Galata begrenzt wurde. So entstand das neue Pera.
Mit dem Teil Pera (Beyoğlu) bildete Galata die andere europäische Seite zum gleichwohl europäischen historischen Konstantinopel. Die zeitweilig starke jüdische Prägung des Stadtteils ist an den heute noch betriebenen Synagogen wie der Neve Shalom oder dem Hohen Rabbinat zu erkennen.
Während des Ersten Weltkriegs befand sich hier ein Flugplatz, den auch die deutsche Fliegertruppe nutzte. Nach dem Krieg wurde Galata von den Siegermächten Großbritannien und Frankreich zu einer Alternativ-Reichshauptstadt ausgebaut.
Die Grande Rue de Pera (heute İstiklal Caddesi) und die Gegend (Beyoğlu/Cihangir/Tophane) besitzen nach wie vor eine der weltweit größten Häuseransammlungen des Jugendstils. Die Inhaber dieser Häuser, die unter Denkmalschutz stehen, waren meistens französische oder italienische Bankiers und osmanische Griechen.

## Söhne und Töchter der Stadt
- Seydi Ali Reis, osmanischer Admiral (1498–1563)
- André Chénier, französischer Schriftsteller (1762–1794)
- Abraham Salomon Camondo, osmanisch-italienischer Bankier und Philanthrop (1781–1873)
- Constantine Samuel Rafinesque, deutsch-französischer Universalgelehrter (1783–1840)
- Arto Tunçboyacıyan, türkisch-armenischer Musiker (* 1957)